# Disocactus nelsonii
Disocactus nelsonii är en kaktusväxtart som först beskrevs av Nathaniel Lord Britton och Joseph Nelson Rose, och fick sitt nu gällande namn av Karl Hermann Leonhard Lindinger. Disocactus nelsonii ingår i släktet Disocactus och familjen kaktusväxter.

## Underarter
Arten delas in i följande underarter:
- D. n. hondurensis
- D. n. nelsonii